# Monroe County, Pennsylvania
Monroe County är ett administrativt område i delstaten Pennsylvania i USA, med 169 842 invånare vid 2010 års folkräkning. Den administrativa huvudorten (county seat) är Stroudsburg och den största kommunen är East Stroudsburg.

## Politik
Monroe County har under senare år tenderat att rösta på demokraterna i politiska val. Demokraternas kandidat har vunnit rösterna i countyt i tre av fem presidentval (2008, 2012, 2016) under 2000-talet. I valet 2016 vann demokraternas kandidat med 48,5 procent av rösterna mot 47,7 för republikanernas kandidat.

## Geografi
Enligt United States Census Bureau har countyt en total area på 1 599 km², varav 1 576 km² är land och 23 km² är vatten. 

### Angränsande countyn
- Wayne County - nord
- Pike County - nordost
- Sussex County, New Jersey - nordost
- Warren County, New Jersey - öst
- Northampton County - syd
- Carbon County - väst
- Luzerne County - nordväst
- Lackawanna County - nordväst